# Richard Schroeppel

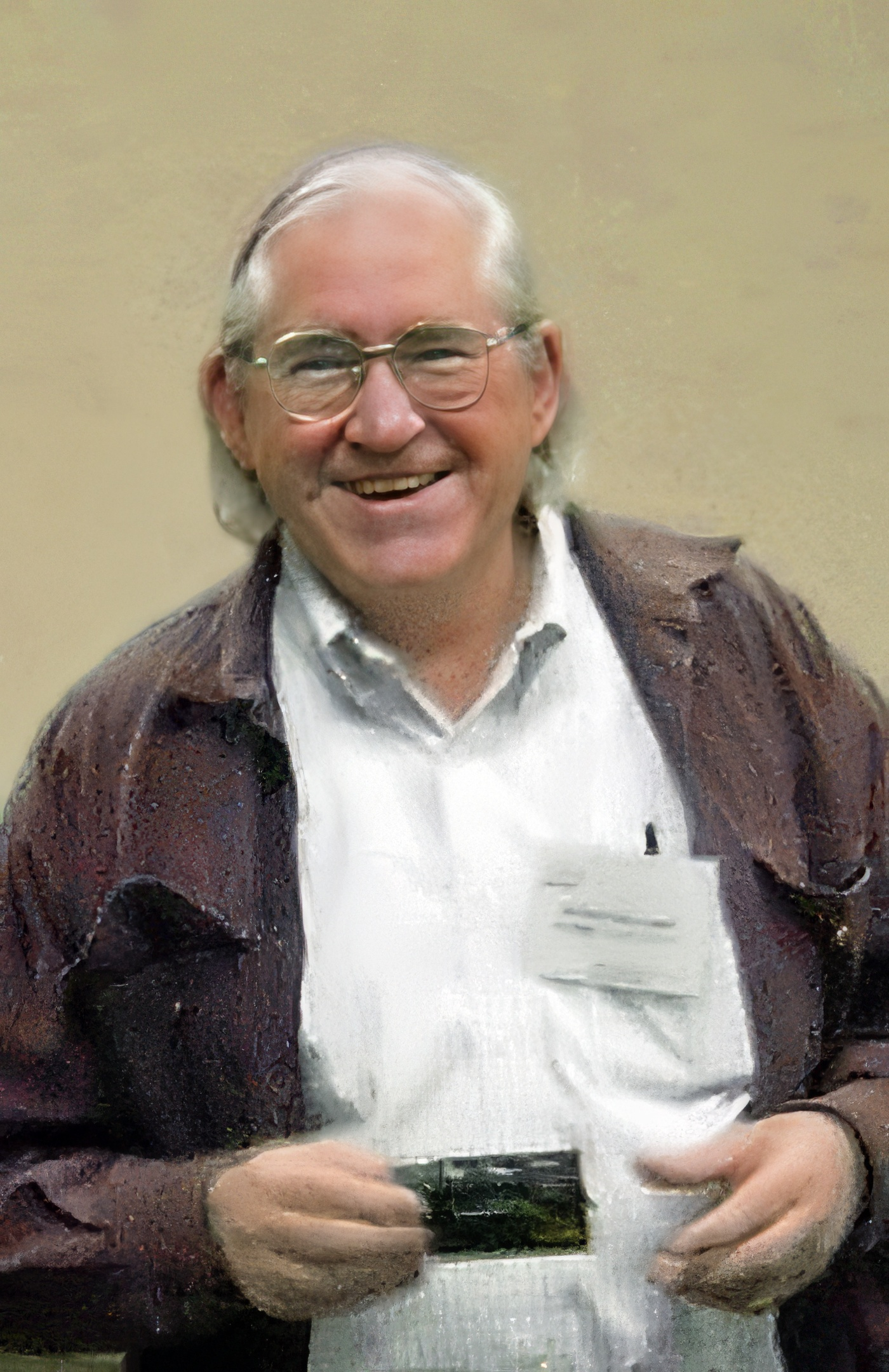
Richard Schroeppel (2004)

Richard C. Schroeppel (* 1948 nahe Chicago in Illinois) ist ein US-amerikanischer Informatiker und Mathematiker, der sich mit Algorithmischer Zahlentheorie und Kryptographie beschäftigt.
Schroeppel studierte am MIT, wo er 1968 seinen Bachelor-Abschluss machte. 1966 und 1967 war er Preisträger und Putnam Fellow des jährlich von der Mathematical Association of America ausgetragenen, prestigeträchtigen Mathematikwettbewerbs unter Studenten in den USA und Kanada. 1991 bis 1998 forschte er zu Computer-Sicherheitsfragen an der University of Arizona. Zurzeit arbeitet er an den Sandia National Laboratories.
Schroeppel war gemeinsam mit Michael Beeler und Ralph William (Bill) Gosper Mitautor des berühmten „Artificial-Intelligence-Memos“ HAKMEM (AIM-239 des MIT) vom 29. Februar 1972. Später entdeckte er die subexponentielle Laufzeit von einigen Faktorisierungsalgorithmen wie der Kettenbruchmethode, die er dann auch verbessern konnte (Methode des Linearen Siebes). Nach Carl Pomerance spielten seine Ideen, die er aber häufig nicht publizierte, eine Rolle bei der Entwicklung des Faktorisierungsalgorithmus des quadratischen Siebs von Pomerance selbst und auch beim Zahlkörpersieb.
In den 1970er Jahren arbeitete er unter anderem mit Whitfield Diffie und Martin Hellman in Stanford an der Analyse der Sicherheit des DES.
1998/99 entwickelte er die Hasty Pudding Cipher als Kandidat im Wettbewerb um den Kryptografie-Standard AES.
Er befasste sich auch mit Unterhaltungsmathematik und bestimmte zum Beispiel die Anzahl der Magischen Quadrate der Seitenlänge 5.